# Наурот (Вестервальд)
Наурот (нем. Nauroth) — община в Германии, в земле Рейнланд-Пфальц.
Входит в состав района Альтенкирхен-Вестервальд. Подчиняется управлению Гебхардсхайн. Население составляет 1106 человек (на 31 декабря 2010 года). Занимает площадь 6,86 км².